# Torpedinidae
Torpedinidae là một họ cá sụn đuối điện gồm khoảng 22 loài trong 2 chi Tetronarce - Torpedo. Cũng giống như các họ cá đuối điện khác, chúng có khả năng sản xuất ra dòng điện như một cơ chế tự bảo vệ.
Loài có kích thước lớn nhất trong họ là cá đuối Đại Tây Dương tối màu với những cá thể cân nặng lên đến 90 kg (200 lb), sản sinh ra dòng điện 220 vôn nhờ các cơ quan phát điện ở cá.

## Phân loại
Torpedinidae gốm 22 loài trong 2 chi tính đến đầu năm 2019.
- Genus Tetronarce T. N. Gill, 1862
  - Tetronarce californica Ayres, 1855 (Pacific electric ray)
  - Tetronarce cowleyi Ebert, D. L. Haas & M. R. de Carvalho, 2015 (Cowley’s torpedo ray) [2]
  - Tetronarce fairchildi F. W. Hutton, 1872 (New Zealand torpedo)
  - Tetronarce formosa D. L. Haas & Ebert, 2006 (Taiwan torpedo)
  - Tetronarce macneilli Whitley, 1932 (Shorttail torpedo)
  - Tetronarce nobiliana Bonaparte, 1835 (Atlantic torpedo)
  - Tetronarce puelcha Lahille, 1926 (Argentine torpedo)
  - Tetronarce tokionis S. Tanaka (I), 1908 (Trapezoid torpedo)
  - Tetronarce tremens F. de Buen, 1959 (Chilean torpedo)
- Genus Torpedo Houttuyn, 1764
  - Torpedo adenensis M. R. de Carvalho, Stehmann & Manilo, 2002 (Aden Gulf torpedo)
  - Torpedo alexandrinsis Mazhar, 1987 (Alexandrine torpedo)
  - Torpedo andersoni Bullis, 1962 (Florida torpedo)
  - Torpedo bauchotae Cadenat, Capapé & Desoutter, 1978 (Rosette torpedo)
  - Torpedo fuscomaculata W. K. H. Peters, 1855 (Black-spotted torpedo)
  - Torpedo mackayana Metzelaar, 1919 (Ringed torpedo)
  - Torpedo marmorata A. Risso, 1810 (Marbled electric ray)
  - Torpedo microdiscus Parin & Kotlyar, 1985 (Smalldisk torpedo)
  - Torpedo panthera Olfers, 1831 (Leopard torpedo)
  - Torpedo semipelagica Parin & Kotlyar, 1985 (Semipelagic torpedo)
  - Torpedo sinuspersici Olfers, 1831 (Variable torpedo or Gulf torpedo)
  - Torpedo suessii Steindachner, 1898
  - Torpedo torpedo (Linnaeus, 1758) (Common torpedo)